# Slipshod
Slipshod è un singolo del gruppo musicale britannico Enter Shikari, il terzo estratto dal loro quarto album in studio The Mindsweep, pubblicato il 19 gennaio 2015.
Un remix del brano, a opera di Urbandawn, è stato altresì pubblicato come unico singolo estratto dall'album di remix The Mindsweep: Hospitalised, e pubblicato il 16 ottobre 2015.

## Descrizione
Si tratta della traccia bonus presente in alcune versioni di The Mindsweep, e in quanto tale si differenzia dal resto dei brani contenuti nel disco con una musica e un testo volutamente comici e grotteschi, in maniera molto simile a quanto già fatto dagli Enter Shikari con i brani The Jester e The Feast, rispettivamente contenuti in Common Courtesy e The Zone.
La versione remix del brano è stata pubblicata come singolo solo su un numero limitato di vinili, inclusi anche nell'edizione speciale di The Mindsweep: Hospitalised.

## Video musicale
Per la versione originale del brano è stato realizzato un video musicale disegnato e animato da Peter MacAdams, pubblicato il 15 dicembre 2014. Il corto ha un suo seguito nel video di There's a Price on Your Head, sempre realizzato da MacAdams.

## Tracce
Testi di Rou Reynolds, musiche degli Enter Shikari.
Download digitale
1. Slipshod – 2:14

Vinile 7"
1. Slipshod (Urbandawn Remix) – 5:03

## Classifiche
| Classifica (2015)      | Posizione massima |
| ---------------------- | ----------------- |
| Regno Unito (physical) | 3                 |
| Regno Unito (vinyl)    | 2                 |